# Indijski orešček
Drevo indijskega oreščka (Anacardium occidentale) je tropsko zimzeleno drevo, ki izvira iz Južne Amerike. Obrodi užitne plodove- indijske oreščke, ki so priljubljeni izdelek na trgovskih policah.

## Opis
Drevo je veliko, zraste do 14 m visoko in ima kratko, pogosto nepravilno oblikovano deblo. Listi so eliptični, imajo usnjato teksturo in so na poganjkih razporejeni spiralno. V dolžino merijo 4-22 cm, v širino 2-15 cm, njihov rob je gladek. Cvetovi so majhni, sprva bledozeleni, nato rdečkasti, dolgi do 26 cm.
Plodovi so pomožni sadeži ovalne ali hruškaste strukture. Pravijo jim indijska jabolka, saj iz rumene barve dozorijo v rdečo in njihova struktura spominja na jabolko. Pravi plodovi, ki jih tudi uživamo, so koščice ledvičaste oblike. Te so pritrjene na dnu sadeža, prepoznamo jih po svetlorjavi barvi.